# 非非主义
1986年周伦佑、蓝马、杨黎等人在四川创立了非非主义诗歌创作理论以及一系列非非主义的写作原则，《非非》诗歌杂志创刊，《非非》早期的主要作者有周伦佑、蓝马、杨黎、尚仲敏、何小竹、梁晓明、余刚、敬晓东、李亚伟、刘涛、孟浪等人。非非主义理论和诗歌作品在《非非》杂志和《非非评论》报刊载。
非非主义提倡对语言的作用进行深入的分析和研究，以实验的方式将其符号意义之外的功能还原，在诗歌中实现各种前文化探索。《非非》杂志一共出版了9卷，每卷30万字至40万字不等。
20世纪1990年代以后，周伦佑等在复刊后的《非非》上提出“红色写作”概念，非非主义进入所谓的“后非非”阶段。

## 相关连接
- 中国诗歌库
- 中国诗歌史 （页面存档备份，存于）